# Club de la Unión de Santiago
El Club de la Unión es un círculo social fundado el 8 de julio de 1864, a semejanza de los clubes privados ingleses, como un espacio de reunión de los grupos conservadores para encuentros sociales, políticos. Su sede social está ubicada en la alameda del Libertador General Bernardo O'Higgins, en Santiago de Chile.

## Antecedentes históricos

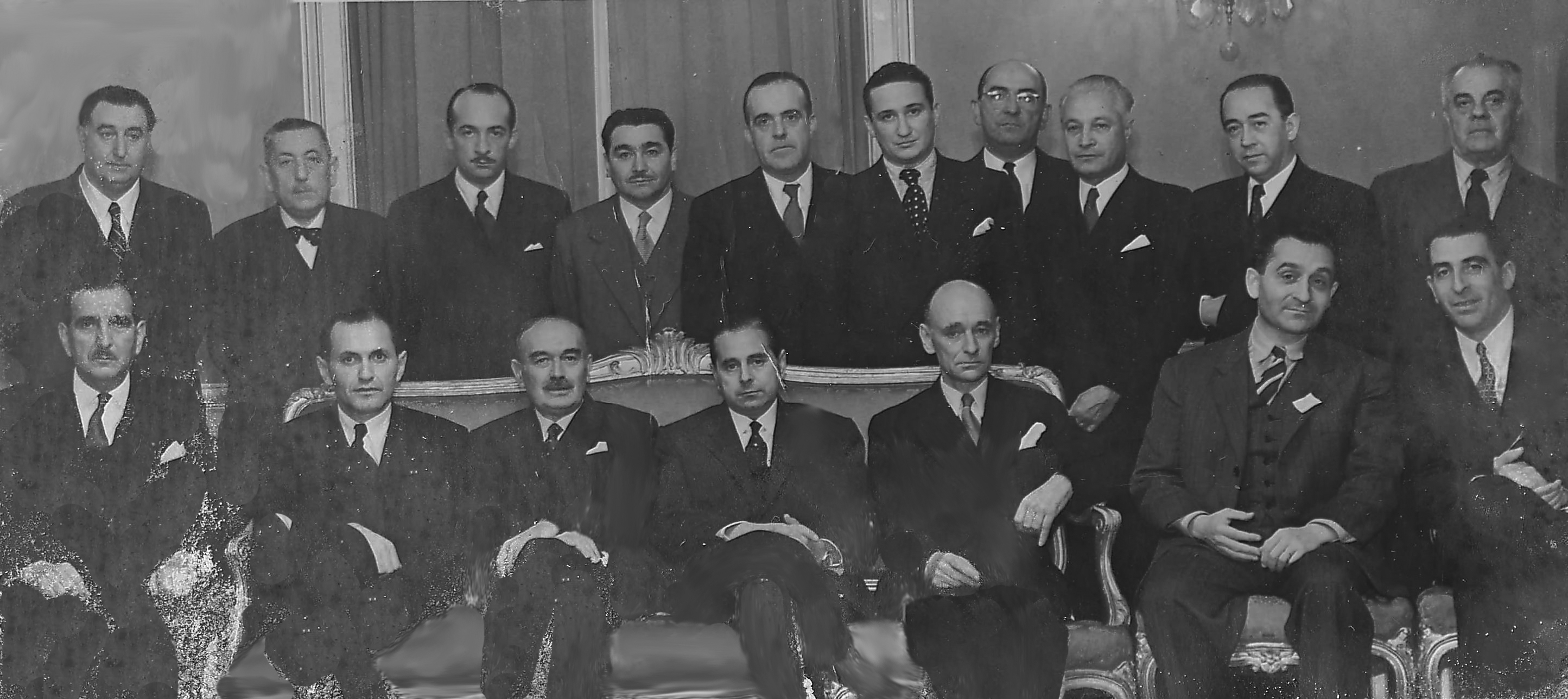
Recepción en el Club, c. 1940. En el extremo derecho, el futuro presidente Eduardo Frei Montalva.

Un grupo de amigos aristócratas de Santiago de Chile, reunidos en 1864, aprobaron los estatutos de una entidad al que denominaron Club de La Unión, destinada, a la usanza de los existentes en Europa, a reuniones exclusivamente masculina. El grupo se reunió por primera vez en la casa de la señora Joaquina Concha Antúnez, viuda de Joaquín Pinto Benavente, que se encontraba ubicada en la calle Estado esquina Huérfanos.
Su gran gestor y primer director fue Manuel José Irarrázabal, quien dos décadas más tarde se convertiría en el líder del Partido Conservador.
La incorporación en este club estuvo desde el principio reservada a los hombres, quienes podían hacerse socios si se les aprobaba su ingreso por votación de los miembros anteriores. En sus salones se instalaron juegos de billar, póquer y dados.
El propio presidente José Joaquín Pérez, junto a su ministro, Joaquín Blest Gana, emitieron un decreto en 1869, que daba existencia civil al Club. El 17 de noviembre de ese año se desencadenó un incendio devastador que destruyó absolutamente todo, perdiéndose documentos y actas.

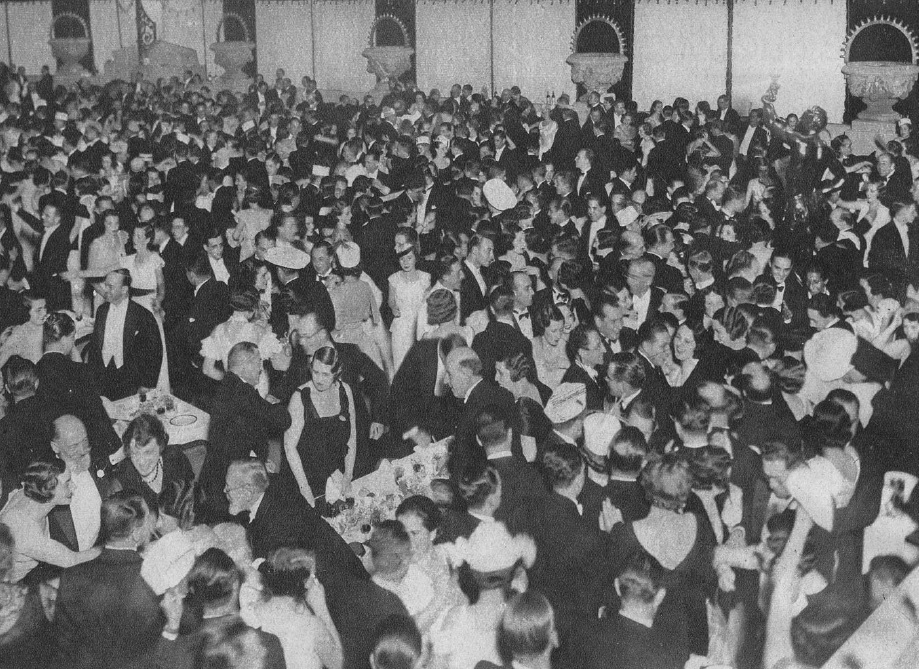
Asistentes a la cena de Año Nuevo 1934 en el Club de la Unión.

En 1912, las monjas agustinas lotearon su propiedad limitada entonces por las calles Bandera, Moneda, Ahumada y Alameda. El club compró el sitio para construir una nueva sede, y llamó a concurso entre las ocho oficinas de arquitectura más importantes de entonces. El primer lugar lo obtuvo el proyecto de Henri Grossin. Pero este arquitecto francés conocido por haber colaborado con Emile Jéquier en el palacio de Bellas Artes levantado en 1910, pereció trágicamente en un accidente de aviación en 1914. Entonces se encargó la construcción a Alberto Cruz Montt, que había logrado el segundo lugar. Cruz Montt plasmó finalmente un proyecto distinto al que había presentado y, en el diseño de 1916, incorporó elementos del de Grossin.
Al año siguiente se inició la construcción, que fue terminada en 1925 y estuvo a cargo de la empresa de Guillermo Francke, destacado socio del club. Presenta además un trabajo notable en rejerías artísticas y herrajes ornamentales, de la fábrica "Mina Hnos. Ltda.", responsable de estos elementos en edificios emblemáticos de Santiago como el Casa matriz del Banco de Chile, Palacio Ariztía y Banco Central. En 1945 se levantó el cuarto piso y —sobre el salón central, bautizado Arturo Prat— se construyó la gran sala del banquete.
Solo en el siglo XXI, el año 2006, el Club de La Unión aceptó la primera mujer como socia, Cecilia García-Huidobro, con lo que se puso fin a 142 años de exclusividad masculina.
Cuenta con restaurante, bar, salones de reuniones, sala de juegos y piscina temperada.

## Estilo arquitectónico

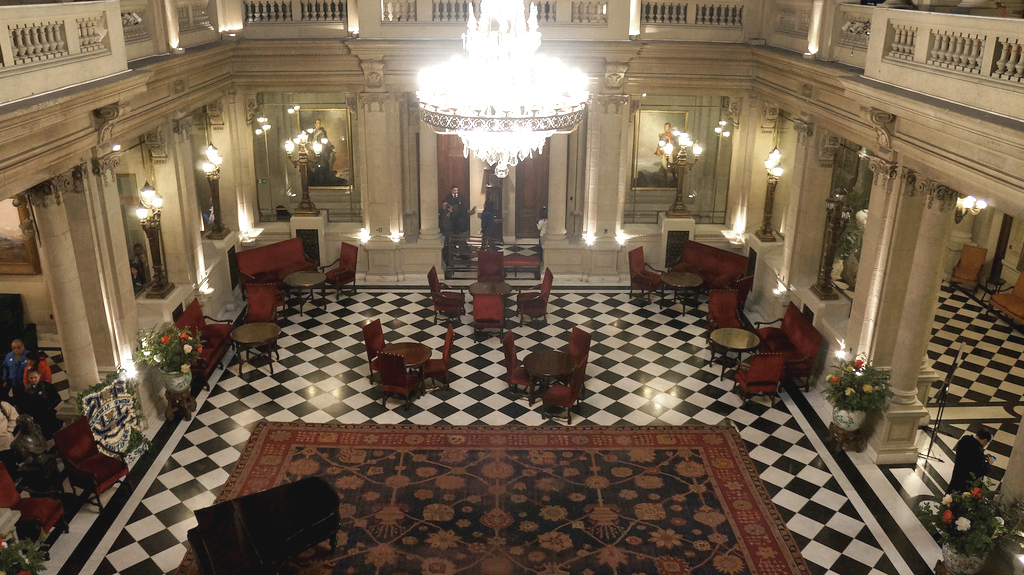
Vista panorámica de los salones.

El Club de la Unión se caracteriza por su marcado estilo francés de principios del siglo XX. La armonía y elegancia de su infraestructura lo convierten en uno de los edificios más hermosos de Chile. Basta con recorrer sus instalaciones —salones, corredores, escaleras y comedores, unidos a una decoración refinada y fastuosa— para percatarse de su singular belleza.[cita requerida] El inmueble posee un subterráneo donde se encuentra una barbería. Tanto los sillones como los espejos se encuentran en perfectas condiciones. Las paredes están recubiertas de mármol verde y blanco.[cita requerida] El gimnasio, cercano a la peluquería, cuenta con un sauna y una piscina temperada decorada con mosaico.[cita requerida]

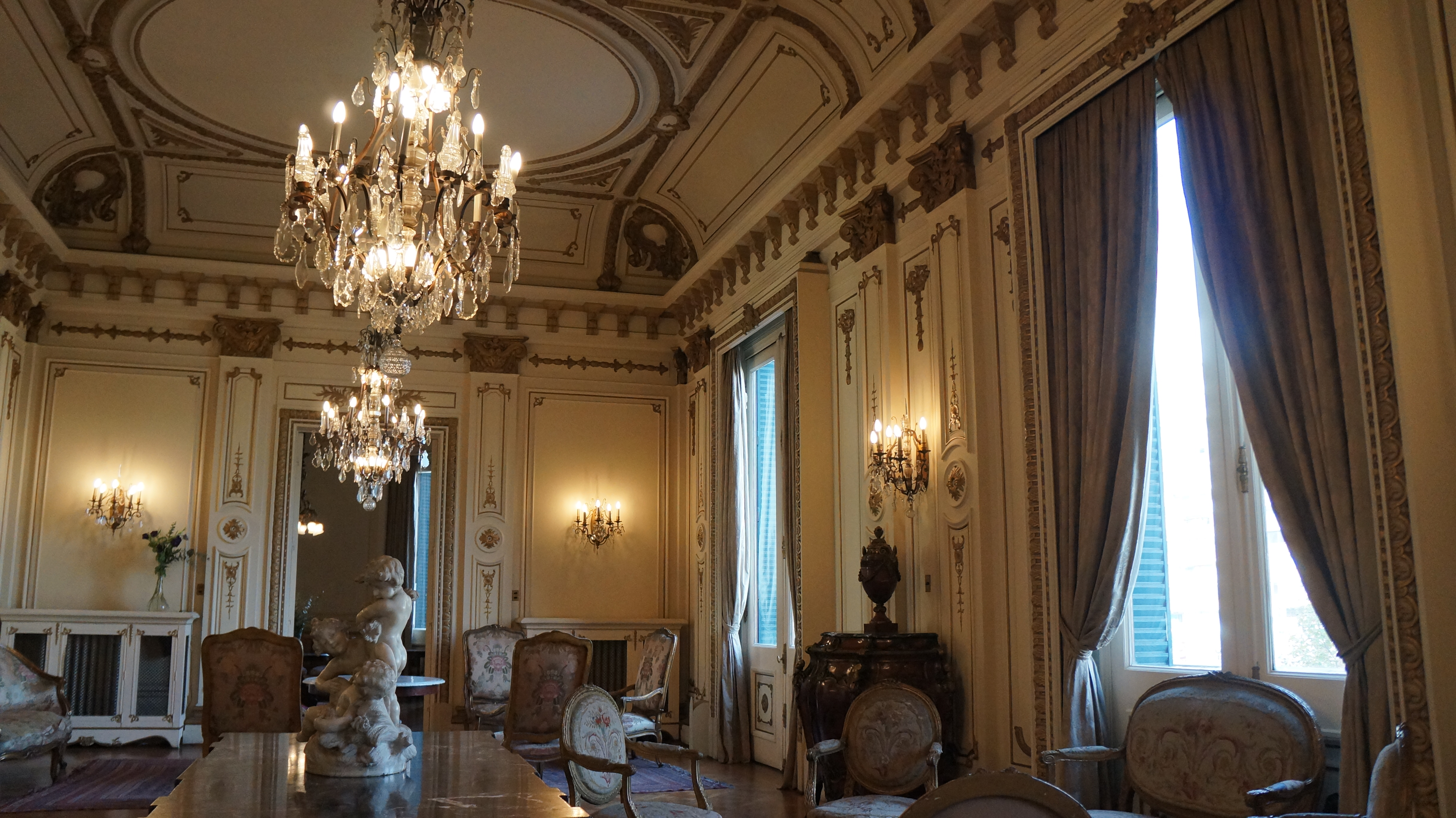
Salón Francés.

Las mesas de la sala de billar (más pequeñas que las de pool) fueron traídas directamente desde Inglaterra. En este salón la iluminación corre por cuenta de las enormes lámparas de bronce. El bar es otro de los lugares del club. La barra está hecha de madera tallada y el largo de este es el mayor del continente.[cita requerida]
El almacén de ventas es una tienda de finos productos, se puede destacar los vinos de guarda de las bodegas, que tienen más de 75 mil botellas. Incluso se pueden comprar perfumes, comidas y artesanías.[cita requerida]

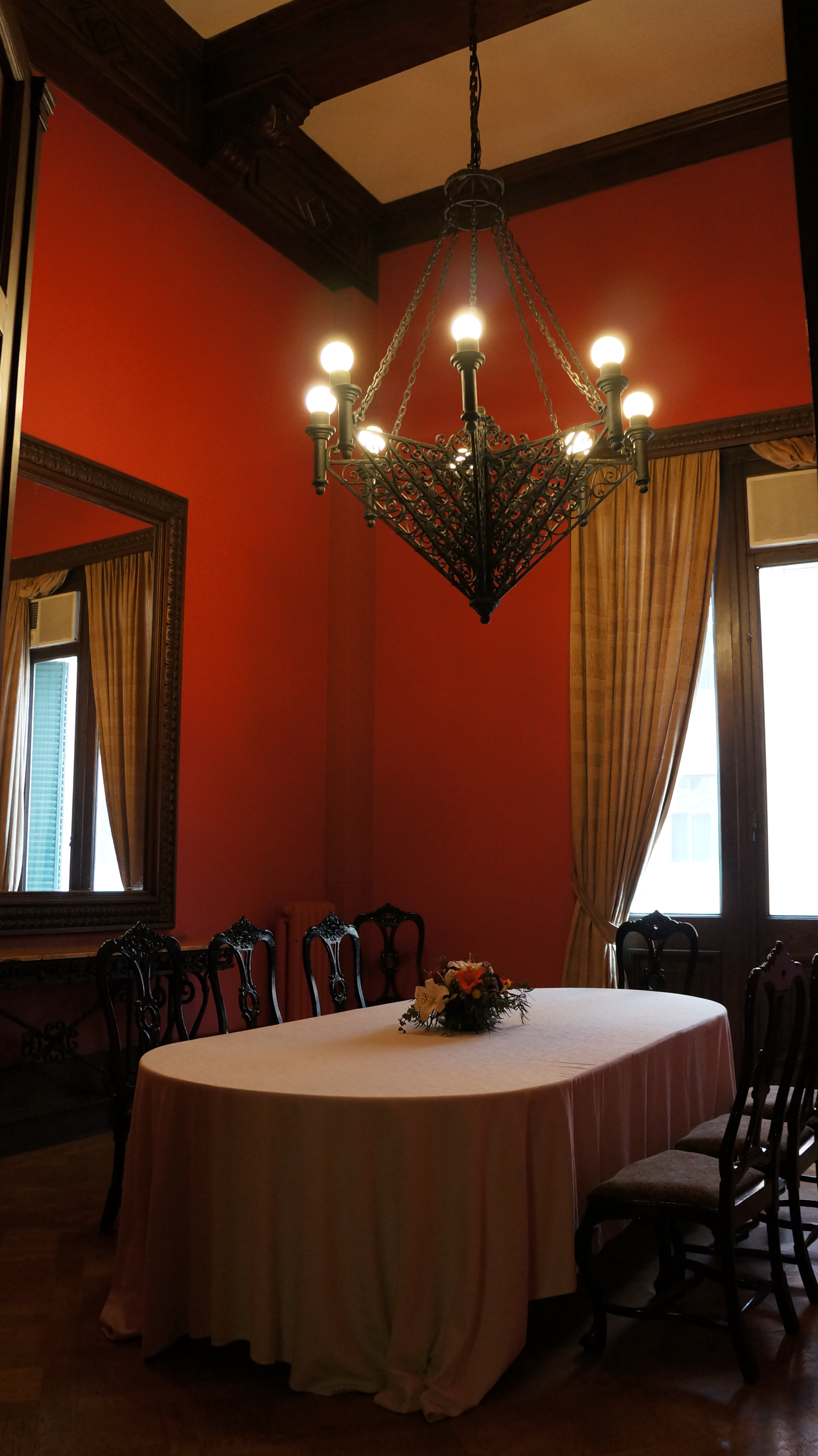
Salón Español.

La biblioteca es una de las colecciones privadas más importantes del país, contando con más de 17 mil ejemplares.
Por decreto ley n.º 3705, del 11 de agosto de 1981, promulgado durante la dictadura militar del general Augusto Pinochet, obtuvo la calidad de Monumento Nacional en calidad de Histórico. Ocho años más tarde, el club pasó a formar parte también de la «Zona Típica» declarada por el decreto ley n.º 606 de 1989 junto con otros edificios de gran valor arquitectónico.[cita requerida]

### Salones

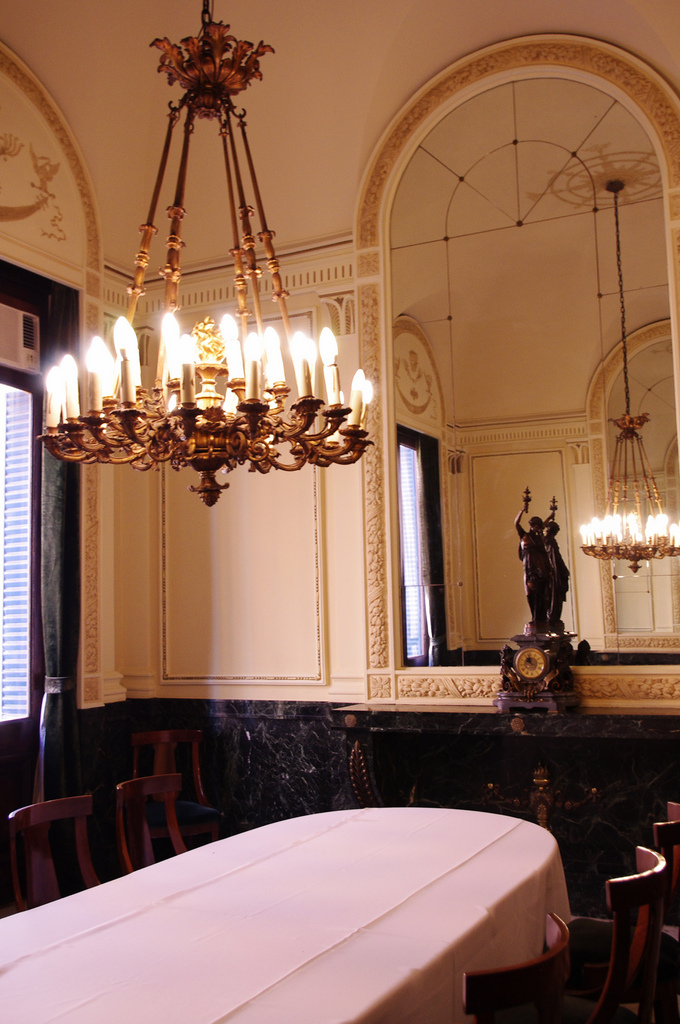
Salón Imperio.

El salón Arturo Prat, el principal tras su fundación, se encuentra acondicionado para diferentes eventos sociales, reuniones o comidas. Lo preside el empresario Víctor Celis Lister.[cita requerida]
El salón Verde destaca por la mesa decorada con incrustaciones en marfil y un cuadro del héroe del 21 de mayo, cuyo marco está confeccionado con maderas de la Esmeralda. Lo donó un nieto de Prat. Desde 1948, un grupo de socios se reúne cada viernes para conversar en un almuerzo al que se invita a un personaje que haya tenido una actuación destacada durante la semana, ya sea en el campo de las artes, científico, político, económico, u otro. El presidente del Club de los Viernes es René Merino Gutiérrez.[cita requerida]
En el salón Francés todo lo que hay es exclusivamente originado en dicho país.[cita requerida]
El salón del Vino ha sido acondicionado para efectuar cata todos los meses. Desde el año 2000 lo encabeza Gastón Meza Puig, uno de los directores del CU, y Arturo Roa Pérez de Arce, secretario del salón. Sus actividades consisten básicamente en invitar mensualmente a una viña a las dependencias del club para realizar presentaciones con degustaciones. Los mostos son principalmente varietales, reservas y premium; la cata es dirigida por el enólogo de la viña y ejecutivos del área comercial. Durante los meses de octubre, noviembre y diciembre el salón programa visitas a las viñas más próximas a Santiago.[cita requerida]